# IGFBP6
IGFBP6‏ (Insulin like growth factor binding protein 6) هوَ بروتين يُشَفر بواسطة جين IGFBP6 في الإنسان.